# Свети Никола (Крива бара, Монтанско)
Вижте пояснителната страница за други значения на Свети Никола.
„Свети Никола“ е православна църква в село Крива бара, България, част от Видинската епархия на Българската православна църква.

## История
Църквата е изградена в центъра на селото в 1843 година. Част от иконите са от средата на XIX век, а останалите са рисувани по-късно от видния дебърски майстор Аврам Дичов.